# Райхана бінт Зейд
Райхана бінт Зейд (араб. ريحانة بنت زيد بن عمرو) — одна з дружин пророка Мухаммеда. Існують також повідомлення про те, що вона була наложницею.

## Життєпис
Райхана походила з юдейського племені Курайза. Її першим чоловіком був Хакам. Райхана потрапила у полон до мусульман після їх походу проти племені Курайза у 626 р. Після поділу військової здобичі вона дісталася Мухаммеду. Він запропонував Райхані прийняти іслам, одначе вона відмовилася і продовжувала сповідувати юдаїзм. Через деякий час Райхана заявила про прийняття ісламу. Після цього Мухаммед звільнив її.
Райхана померла раніше від інших дружин Мухаммеда, тому не зуміла передати від нього хадиси